# Challenge Cup 2018-2019 (pallavolo femminile)
La Challenge Cup 2018-2019 si è svolta dal 6 novembre 2018 al 27 marzo 2019: al torneo hanno partecipato quarantaquattro squadre di club europee e la vittoria finale è andata per la prima volta alla Pro Victoria.

## Regolamento
Le squadre hanno disputato un secondo turno, sedicesimi di finale, ottavi di finale, quarti di finale, semifinali e finale, tutte giocate con gare di andata e ritorno (coi punteggi di 3-0 e 3-1 sono stati assegnati 3 punti alla squadra vincente e 0 a quella perdente, col punteggio di 3-2 sono stati assegnati 2 punti alla squadra vincente e 1 a quella perdente; in caso di parità di punti dopo le due partite è stato disputato un golden set).

## Squadre partecipanti
| - Prinz Brunnenbau - PSV Salzburg - Azərreyl - Antwerp - Hermes Oostende - VDK Gent - Gacko - Beroe - AEL Limassol - HAOK Mladost - Holte | - Kangasala - Kuusamon - LiigaPloki - Volero Le Cannet - PTSV Aachen - Arīs Salonicco - Olympiakos - Thīras - Hapoël Kfar Saba - Pro Victoria - Kastrioti | - CHEV - Kairós - Famalicão - Dukla Liberec - Královo Pole - Universitatea Timișoara - Proton-Saratov - Haris - JAV Olímpico - Bratislavský - Slávia Bratislava | - Formis - Gorica - Kamnik - Kanti - Neuchâtel - Aydın BB - Beşiktaş - Orbita - Jászberényi - Újpest - Vasas |

## Torneo

### Secondo turno

#### Andata
| 8 novembre 2018 Pavilhão Lameiras, Vila Nova de Famalicão Durata: 1h:07 - Spettatori: 400 | Famalicão         | 3 - 0 | Haris           | 25-21, 25-21, 25-15               |
| 7 novembre 2018 C. D. das Laranjeiras, Ponta Delgada Durata: 1h:15 - Spettatori: 0        | Kairós            | 0 - 3 | Hermes Oostende | 22-25, 18-25, 15-25               |
| 7 novembre 2018 Centro Insular de Deportes, Las Palmas Durata: 1h:10 - Spettatori: 320    | JAV Olímpico      | 0 - 3 | Neuchâtel       | 24-26, 23-25, 19-25               |
| 7 novembre 2018 Melina Merkourī Hall, Rentis Durata: 0h:48 - Spettatori: 220              | Olympiakos        | 3 - 0 | CHEV            | 25-4, 25-2, 25-12                 |
| 13 novembre 2018 Burhan Felek Spor Salonu, Istanbul Durata: 0h:54 - Spettatori: 100       | Kastrioti         | 0 - 3 | Beşiktaş        | 7-25, 10-25, 18-25                |
| 7 novembre 2018 Kleisto Gymnastīrio DAPPOS, Santorini Durata: 1h:24 - Spettatori: 500     | Thīras            | 3 - 0 | AEL Limassol    | 26-24, 25-20, 25-16               |
| 8 novembre 2018 Športová hala Mladosť, Bratislava Durata: 1h:12 - Spettatori: 200         | Bratislavský      | 0 - 3 | Gorica          | 25-27, 20-25, 17-25               |
| 7 novembre 2018 Športová hala Mladosť, Bratislava Durata: 2h:00 - Spettatori: 300         | Slávia Bratislava | 3 - 1 | Jászberényi     | 27-29, 25-18, 25-21, 25-27, 15-6  |
| 7 novembre 2018 VŠD Hoče, Hoče-Slivnica Durata: 1h:33 - Spettatori: 350                   | Formis            | 3 - 2 | Vasas           | 25-16, 19-25, 25-17, 25-17        |
| 7 novembre 2018 ULSZ, Hallein Durata: 2h:04 - Spettatori: 390                             | PSV Salzburg      | 3 - 1 | Dukla Liberec   | 17-25, 25-22, 23-25, 25-23, 15-10 |
| 6 novembre 2018 Holte-Hallen, Rudersdal Durata: 1h:45 - Spettatori: 200                   | Holte             | 1 - 3 | LiigaPloki      | 25-27, 25-21, 21-25, 18-25        |
| 7 novembre 2018 Sporthal Arena, Deurne Durata: 1h:53 - Spettatori: 630                    | Antwerp           | 3 - 2 | Kuusamon        | 25-21, 25-19, 17-25, 24-26, 15-11 |

#### Ritorno
| 14 novembre 2018 Pabellón Pablos de Abril, San Cristóbal Durata: 1h:11 - Spettatori: 372      | Haris           | 0 - 3 | Famalicão         | 17-25, 20-25, 13-25                         |
| 14 novembre 2018 Mister V-Arena, Oostende Durata: 1h:12 - Spettatori: 450                     | Hermes Oostende | 3 - 0 | Kairós            | 25-23, 25-18, 25-21                         |
| 14 novembre 2018 Halle de Sports de la Riveraine, Neuchâtel Durata: 1h:04 - Spettatori: 1 050 | Neuchâtel       | 3 - 0 | JAV Olímpico      | 26-24, 25-19, 25-23                         |
| 15 novembre 2018 Hall Omnisports, Diekirch Durata: 0h:57 - Spettatori: 400                    | CHEV            | 0 - 3 | Olympiakos        | 12-25, 14-25, 17-25                         |
| 15 novembre 2018 Burhan Felek Spor Salonu, Istanbul Durata: 0h:51 - Spettatori: 150           | Beşiktaş        | 3 - 0 | Kastrioti         | 25-11, 25-9, 25-14                          |
| 14 novembre 2018 LTV AEL, Limassol Durata: 1h:06 - Spettatori: 200                            | AEL Limassol    | 0 - 3 | Thīras            | 12-25, 20-25, 15-25                         |
| 14 novembre 2018 Športna dvorana, Nova Gorica Durata: 1h:05 - Spettatori: 350                 | Gorica          | 3 - 0 | Bratislavský      | 25-19, 25-13, 25-12                         |
| 14 novembre 2018 Sportcsarnok, Jászberény Durata: 1h:49 - Spettatori: 650                     | Jászberényi     | 2 - 3 | Slávia Bratislava | 25-21, 14-25, 25-22, 20-25, 8-15            |
| 14 novembre 2018 Angyalföldi Sportközpont, Budapest Durata: 1h:42 - Spettatori: 200           | Vasas           | 3 - 1 | Formis            | 25-18, 18-25, 25-13, 25-17 Golden set: 15-7 |
| 13 novembre 2018 Sportovní hala Dukla Liberec, Liberec Durata: 1h:30 - Spettatori: 340        | Dukla Liberec   | 3 - 0 | PSV Salzburg      | 25-23, 25-16, 25-21                         |
| 15 novembre 2018 Pihtipudas-Sali, Pihtipudas Durata: 1h:08 - Spettatori: 408                  | LiigaPloki      | 3 - 0 | Holte             | 25-13, 25-16, 25-22                         |
| 14 novembre 2018 Kuusamon liikuntahalli, Kuusamo Durata: 1h:31 - Spettatori: 386              | Kuusamon        | 3 - 1 | Antwerp           | 25-12, 10-25, 25-21, 25-21                  |

#### Squadre qualificate
| - Hermes Oostende - LiigaPloki - Kuusamon - Olympiakos - Thīras - Famalicão | - Dukla Liberec - Slávia Bratislava - Gorica - Neuchâtel - Beşiktaş - Vasas |

### Sedicesimi di finale

#### Andata
| 28 novembre 2018 Burhan Felek Spor Salonu, Istanbul Durata: 1h:38 - Spettatori: 200           | Beşiktaş          | 3 - 1 | Aydın BB                | 25-22, 25-19, 19-25, 25-13        |
| 28 novembre 2018 Mister V-Arena, Oostende Durata: 1h:09 - Spettatori: 175                     | Hermes Oostende   | 3 - 0 | Azərreyl                | 25-20, 25-22, 25-14               |
| 29 novembre 2018 Kleisto Gymnastīrio DAPPOS, Santorini Durata: 1h:13 - Spettatori: 600        | Thīras            | 3 - 0 | Královo Pole            | 25-21, 25-16, 25-18               |
| 28 novembre 2018 Kuusamon liikuntahalli, Kuusamo Durata: 1h:38 - Spettatori: 477              | Kuusamon          | 3 - 1 | Újpest                  | 22-25, 26-24, 25-17, 25-21        |
| 29 novembre 2018 Športna dvorana, Nova Gorica Durata: 1h:10 - Spettatori: 300                 | Gorica            | 3 - 0 | Kangasala               | 25-18, 25-22, 25-13               |
| 28 novembre 2018 Vasas Sportcsarnok, Budapest Durata: 1h:33 - Spettatori: 300                 | Vasas             | 3 - 1 | Universitatea Timișoara | 25-14, 25-15, 22-25, 25-18        |
| 29 novembre 2018 Halle de Sports de la Riveraine, Neuchâtel Durata: 0h:57 - Spettatori: 1 070 | Neuchâtel         | 3 - 0 | Orbita                  | 25-20, 25-17, 25-19               |
| 28 novembre 2018 Dom odbojke Bojan Stranić, Zagabria Durata: 1h:14 - Spettatori: 450          | HAOK Mladost      | 0 - 3 | Kanti                   | 16-25, 20-25, 21-25               |
| 28 novembre 2018 Bezirkssporthalle, Perg Durata: 1h:09 - Spettatori: 426                      | Prinz Brunnenbau  | 0 - 3 | Pro Victoria            | 19-25, 23-25, 20-25               |
| 28 novembre 2018 Pihtipudas-Sali, Pihtipudas Durata: 2h:04 - Spettatori: 258                  | LiigaPloki        | 2 - 3 | VDK Gent                | 19-25, 25-20, 24-26, 25-20, 12-15 |
| 28 novembre 2018 Športová hala Mladosť, Bratislava Durata: 1h:10 - Spettatori: 300            | Slávia Bratislava | 0 - 3 | Kamnik                  | 16-25, 18-25, 16-25               |
| 29 novembre 2018 Pavilhão Lameiras, Vila Nova de Famalicão Durata: 1h:03 - Spettatori: 500    | Famalicão         | 0 - 3 | PTSV Aachen             | 17-25, 16-25, 16-25               |
| 29 novembre 2018 Hall Ivan Vazov, Stara Zagora Durata: 1h:21 - Spettatori: 500                | Beroe             | 3 - 0 | Arīs Salonicco          | 26-24, 25-23, 25-19               |
| 20 novembre 2018 Gymnase Maillan, Le Cannet Durata: 1h:07 - Spettatori: 300                   | Volero Le Cannet  | 3 - 0 | Olympiakos              | 27-25, 25-17, 25-14               |
| 28 novembre 2018 Dvorana Kulturno-sportskog centra, Gacko Durata: 1h:10 - Spettatori: 350     | Gacko             | 0 - 3 | Hapoël Kfar Saba        | 19-25, 18-25, 23-25               |
| 27 novembre 2018 Sportovní hala Dukla Liberec, Liberec Durata: 1h:42 - Spettatori: 210        | Dukla Liberec     | 3 - 1 | Proton-Saratov          | 25-19, 25-16, 17-25, 30-28        |

#### Ritorno
| 5 dicembre 2018 Mimar Sinan Spor Salonu, Aydın Durata: 1h:42 - Spettatori: 1 750            | Aydın BB                | 3 - 0 | Beşiktaş          | 25-20, 25-20, 25-20 Golden set: 15-12        |
| 29 novembre 2018 Mister V-Arena, Oostende Durata: 0h:58 - Spettatori: 195                   | Azərreyl                | 0 - 3 | Hermes Oostende   | 11-25, 16-25, 18-25                          |
| 4 dicembre 2018 Městská Hala Vodova, Brno Durata: 1h:12 - Spettatori: 600                   | Královo Pole            | 0 - 3 | Thīras            | 18-25, 19-25, 19-25                          |
| 5 dicembre 2018 Egyetem Sportcsarnok, Budapest Durata: 1h:59 - Spettatori: 420              | Újpest                  | 3 - 1 | Kuusamon          | 25-23, 25-20, 14-25, 25-18 Golden set: 13-15 |
| 5 dicembre 2018 Pitkäjärven koulu, Kangasala Durata: 1h:09 - Spettatori: 352                | Kangasala               | 0 - 3 | Gorica            | 17-25, 19-25, 16-25                          |
| 6 dicembre 2018 Sala Sporturilor Constantin Jude, Timișoara Durata: 1h:12 - Spettatori: 300 | Universitatea Timișoara | 0 - 3 | Vasas             | 17-25, 13-25, 25-27                          |
| 6 dicembre 2018 Palac sportu Junist', Zaporižžja Durata: 1h:41 - Spettatori: 700            | Orbita                  | 2 - 3 | Neuchâtel         | 26-24, 21-25, 25-22, 11-25, 11-15            |
| 5 dicembre 2018 BBC Arena, Sciaffusa Durata: 1h:35 - Spettatori: 850                        | Kanti                   | 3 - 1 | HAOK Mladost      | 15-19, 23-25, 25-19, 25-21                   |
| 4 dicembre 2018 Palazzetto dello Sport, Monza Durata: 1h:06 - Spettatori: 759               | Pro Victoria            | 3 - 0 | Prinz Brunnenbau  | 25-17, 25-14, 25-18                          |
| 5 dicembre 2018 Edugo Topsporthal, Gand Durata: 1h:22 - Spettatori: 650                     | VDK Gent                | 3 - 0 | LiigaPloki        | 25-23, 25-20, 25-23                          |
| 5 dicembre 2018 Športna dvorana, Kamnik Durata: 1h:42 - Spettatori: 80                      | Kamnik                  | 2 - 3 | Slávia Bratislava | 25-15, 18-25, 25-18, 22-25, 10-15            |
| 5 dicembre 2018 Sporthalle Neuköllner Straße, Aquisgrana Durata: 1h:59 - Spettatori: 931    | PTSV Aachen             | 3 - 2 | Famalicão         | 25-16, 23-25, 25-20, 18-25, 18-16            |
| 4 dicembre 2018 Gimnastiriou Mikras, Kalamaria Durata: 1h:47 - Spettatori: 250              | Arīs Salonicco          | 3 - 2 | Beroe             | 22-25, 16-25, 25-16, 25-20, 15-13            |
| 27 novembre 2018 Melina Merkourī Hall, Rentis Durata: 1h:48 - Spettatori: 414               | Olympiakos              | 3 - 1 | Volero Le Cannet  | 25-20, 16-25, 25-23, 25-21 Golden set: 10-15 |
| 5 dicembre 2018 Green Hall, Kfar Saba Durata: 1h:04 - Spettatori: 300                       | Hapoël Kfar Saba        | 3 - 0 | Gacko             | 25-18, 25-13, 25-22                          |
| 5 dicembre 2018 Sportivnyj Zal Zvezdny, Saratov Durata: 1h:39 - Spettatori: 1 200           | Proton-Saratov          | 3 - 2 | Dukla Liberec     | 18-25, 20-25, 25-18, 25-19, 15-10            |

#### Squadre qualificate
| - Hermes Oostende - VDK Gent - Beroe - Kuusamon - Volero Le Cannet - PTSV Aachen - Thīras - Hapoël Kfar Saba | - Pro Victoria - Dukla Liberec - Gorica - Kamnik - Kanti - Neuchâtel - Aydın BB - Vasas |

### Ottavi di finale

#### Andata
| 19 dicembre 2018 Mimar Sinan Spor Salonu, Aydın Durata: 1h:09 - Spettatori: 1 580           | Aydın BB      | 3 - 0 | Hermes Oostende  | 25-18, 25-15, 27-25               |
| 19 dicembre 2018 Kuusamon liikuntahalli, Kuusamo Durata: 1h:40 - Spettatori: 511            | Kuusamon      | 1 - 3 | Thīras           | 23-25, 25-14, 21-25, 22-25        |
| 19 dicembre 2018 Vasas Sportcsarnok, Budapest Durata: 1h:58 - Spettatori: 200               | Vasas         | 3 - 2 | Gorica           | 19-25, 25-21, 25-21, 19-25, 16-14 |
| 20 dicembre 2018 Halle de Sports de la Riveraine, Neuchâtel Durata: 1h:50 - Spettatori: 580 | Neuchâtel     | 3 - 2 | Kanti            | 22-25, 18-25, 25-23, 25-23, 15-13 |
| 19 dicembre 2018 Edugo Topsporthal, Gand Durata: 1h:14 - Spettatori: 350                    | VDK Gent      | 0 - 3 | Pro Victoria     | 15-25, 20-25, 23-25               |
| 18 dicembre 2018 Športna dvorana, Kamnik Durata: 1h:29 - Spettatori: 50                     | Kamnik        | 3 - 1 | PTSV Aachen      | 25-19, 25-16, 19-25, 25-14        |
| 20 dicembre 2018 Hall Ivan Vazov, Stara Zagora Durata: 0h:53 - Spettatori: 500              | Beroe         | 0 - 3 | Volero Le Cannet | 10-25, 11-25, 16-25               |
| 18 dicembre 2018 Sportovní hala Dukla Liberec, Liberec Durata: 1h:25 - Spettatori: 356      | Dukla Liberec | 3 - 0 | Hapoël Kfar Saba | 32-30, 25-15, 25-13               |

#### Ritorno
| 23 gennaio 2019 Mister V-Arena, Oostende Durata: 1h:53 - Spettatori: 265                 | Hermes Oostende  | 2 - 3 | Aydın BB      | 25-22, 19-25, 18-25, 25-21, 12-15            |
| 22 gennaio 2019 Kleisto Gymnastīrio DAPPOS, Santorini Durata: 1h:49 - Spettatori: 750    | Thīras           | 3 - 1 | Kuusamon      | 20-25, 25-17, 25-20, 25-15                   |
| 23 gennaio 2019 Športna dvorana, Nova Gorica Durata: 1h:35 - Spettatori: 380             | Gorica           | 3 - 1 | Vasas         | 25-14, 25-20, 20-25, 25-15                   |
| 23 gennaio 2019 BBC Arena, Sciaffusa Durata: 1h:28 - Spettatori: 627                     | Kanti            | 3 - 1 | Neuchâtel     | 25-17, 20-25, 25-20, 25-22                   |
| 23 gennaio 2019 Palazzetto dello Sport, Monza Durata: 1h:49 - Spettatori: 496            | Pro Victoria     | 3 - 2 | VDK Gent      | 25-19, 25-13, 24-26, 19-25, 15-7             |
| 23 gennaio 2019 Sporthalle Neuköllner Straße, Aquisgrana Durata: 1h:52 - Spettatori: 610 | PTSV Aachen      | 3 - 2 | Kamnik        | 25-22, 27-25, 20-25, 24-26, 15-6             |
| 22 gennaio 2019 Gymnase Maillan, Le Cannet Durata: 1h:19 - Spettatori: 102               | Volero Le Cannet | 3 - 1 | Beroe         | 25-15, 25-13, 23-25, 25-13                   |
| 23 gennaio 2019 Green Hall, Kfar Saba Durata: 1h:54 - Spettatori: 350                    | Hapoël Kfar Saba | 3 - 1 | Dukla Liberec | 18-25, 25-13, 25-22, 26-24 Golden set: 15-12 |

#### Squadre qualificate
- Volero Le Cannet
- Thīras
- Hapoël Kfar Saba
- Pro Victoria
- Gorica
- Kamnik
- Kanti
- Aydın BB

### Quarti di finale

#### Andata
| 6 febbraio 2019 Kleisto Gymnastīrio DAPPOS, Santorini Durata: 1h:53 - Spettatori: 800 | Thīras           | 2 - 3 | Aydın BB         | 16-25, 25-17, 15-25, 25-23, 10-15 |
| 7 febbraio 2019 BBC Arena, Sciaffusa Durata: 1h:34 - Spettatori: 686                  | Kanti            | 1 - 3 | Gorica           | 22-25, 20-25, 25-12, 19-25        |
| 5 febbraio 2019 Palazzetto dello Sport, Monza Durata: 1h:00 - Spettatori: 903         | Pro Victoria     | 3 - 0 | Kamnik           | 25-19, 25-18, 25-7                |
| 6 febbraio 2019 Gymnase Maillan, Le Cannet Durata: 1h:14 - Spettatori: 250            | Volero Le Cannet | 3 - 0 | Hapoël Kfar Saba | 27-25, 25-13, 28-26               |

#### Ritorno
| 13 febbraio 2019 Mimar Sinan Spor Salonu, Aydın Durata: 1h:11 - Spettatori: 1 470 | Aydın BB         | 3 - 0 | Thīras           | 25-16, 25-15, 25-19        |
| 13 febbraio 2019 Športna dvorana, Nova Gorica Durata: 1h:08 - Spettatori: 300     | Gorica           | 3 - 0 | Kanti            | 25-18, 25-14, 25-20        |
| 13 febbraio 2019 Športna dvorana, Kamnik Durata: 1h:37 - Spettatori: 100          | Kamnik           | 1 - 3 | Pro Victoria     | 14-25, 25-23, 23-25, 22-25 |
| 14 febbraio 2019 Green Hall, Kfar Saba Durata: 0h:58 - Spettatori: 400            | Hapoël Kfar Saba | 0 - 3 | Volero Le Cannet | 17-25, 7-25, 19-25         |

#### Squadre qualificate
- Volero Le Cannet
- Pro Victoria
- Gorica
- Aydın BB

### Semifinali

#### Andata
| 27 febbraio 2019 Športna dvorana, Nova Gorica Durata: 2h:05 - Spettatori: 380 | Gorica           | 2 - 3 | Aydın BB     | 25-19, 25-27, 23-25, 25-16, 8-15  |
| 27 febbraio 2019 Gymnase Maillan, Le Cannet Durata: 1h:57 - Spettatori: 600   | Volero Le Cannet | 2 - 3 | Pro Victoria | 20-25, 25-22, 19-25, 25-23, 13-15 |

#### Ritorno
| 6 marzo 2019 Mimar Sinan Spor Salonu, Aydın Durata: 1h:42 - Spettatori: 1 100 | Aydın BB     | 3 - 1 | Gorica           | 25-14, 20-15, 25-22, 25-19                         |
| 6 marzo 2019 Palazzetto dello Sport, Monza Durata: 2h:19 - Spettatori: 768    | Pro Victoria | 2 - 3 | Volero Le Cannet | 25-16, 15-25, 21-25, 25-18, 13-15 Golden set: 15-9 |

#### Squadre qualificate
- Pro Victoria
- Aydın BB

### Finale

#### Andata
| 20 marzo 2019 Mimar Sinan Spor Salonu, Aydın Durata: 1h:12 - Spettatori: 1 750 | Aydın BB | 0 - 3 | Pro Victoria | 15-25, 23-25, 17-25 |

#### Ritorno
| 27 marzo 2019 Palazzetto dello Sport, Monza Durata: 1h:37 - Spettatori: 3 469 | Pro Victoria | 3 - 1 | Aydın BB | 25-20, 17-25, 25-22, 25-15 |

#### Squadra campione
- Pro Victoria

## Statistiche
| Rendimento individuale | Rendimento individuale | Rendimento individuale | Rendimento individuale |
| Pos.                   | Nome                   | Punti                  | Squadra                |
| ---------------------- | ---------------------- | ---------------------- | ---------------------- |
| 1                      | Brayelin Martínez      | 196                    | Aydın BB               |
| 2                      | Lana Ščuka             | 156                    | Gorica                 |
| 3                      | Gaila González         | 136                    | Aydın BB               |
| 4                      | Evangelia Merteki      | 124                    | Thīras                 |
| 5                      | Tina Lipicer           | 114                    | Gorica                 |
| 6                      | Serena Ortolani        | 113                    | Pro Victoria           |
| 7                      | Trine Kjelstrup        | 111                    | Kuusamon               |
| 8                      | Desislava Nikolova     | 107                    | Aydın BB               |
| 9                      | Mária Kostelanská      | 105                    | Vasas                  |
| 10                     | Jineiry Martínez       | 104                    | Aydın BB               |

| Attacchi vincenti | Attacchi vincenti  | Attacchi vincenti | Attacchi vincenti |
| Pos.              | Nome               | Punti             | Squadra           |
| ----------------- | ------------------ | ----------------- | ----------------- |
| 1                 | Brayelin Martínez  | 172               | Aydın BB          |
| 2                 | Lana Ščuka         | 138               | Gorica            |
| 3                 | Gaila González     | 117               | Aydın BB          |
| 4                 | Trine Kjelstrup    | 104               | Kuusamon          |
| 4                 | Evangelia Merteki  | 104               | Thīras            |
| 6                 | Tina Lipicer       | 100               | Gorica            |
| 7                 | Serena Ortolani    | 92                | Pro Victoria      |
| 8                 | Desislava Nikolova | 91                | Aydın BB          |
| 9                 | Mária Kostelanská  | 86                | Vasas             |
| 10                | Ana Bjelica        | 82                | Volero Le Cannet  |

| Muri vincenti | Muri vincenti         | Muri vincenti | Muri vincenti    |
| Pos.          | Nome                  | Punti         | Squadra          |
| ------------- | --------------------- | ------------- | ---------------- |
| 1             | Olena Charčenko       | 32            | Volero Le Cannet |
| 2             | Michaela Candráková   | 31            | Dukla Liberec    |
| 3             | Mirta Velikonja Grbac | 29            | Gorica           |
| 4             | Laura Melandri        | 26            | Pro Victoria     |
| 5             | Francesca Devetag     | 24            | Pro Victoria     |
| 6             | Angelina Lazarenko    | 22            | Volero Le Cannet |
| 7             | Serena Ortolani       | 21            | Pro Victoria     |
| 8             | Ayşən Əbdüləzimova    | 20            | Vasas            |
| 8             | Jineiry Martínez      | 20            | Aydın BB         |
| 10            | Kateřina Holásková    | 19            | Kanti            |
| 10            | Marisa Field          | 19            | Thīras           |
| 10            | Tina Grudina          | 19            | Gorica           |
| 10            | Brayelin Martínez     | 19            | Aydın BB         |

| Battute vincenti | Battute vincenti       | Battute vincenti | Battute vincenti |
| Pos.             | Nome                   | Punti            | Squadra          |
| ---------------- | ---------------------- | ---------------- | ---------------- |
| 1                | Jineiry Martínez       | 25               | Aydın BB         |
| 2                | Jonna Wasserfaller     | 18               | Kuusamon         |
| 3                | Angeliki Emmanouilidou | 17               | Thīras           |
| 4                | Ana Takagui            | 16               | Vasas            |
| 4                | Hanna Orthmann         | 16               | Pro Victoria     |
| 6                | Ayşən Əbdüləzimova     | 15               | Vasas            |
| 7                | Tiata Scambray         | 14               | Neuchâtel        |
| 7                | Lucia Mikšíková        | 14               | Dukla Liberec    |
| 7                | Marika Bianchini       | 14               | Pro Victoria     |
| 10               | Geōrgia Lamprousī      | 13               | Olympiakos       |
| 10               | Duygu Düzceler         | 13               | Aydın BB         |